# Opistognathus hopkinsi
Opistognathus hopkinsi är en fiskart som först beskrevs av Jordan och John Otterbein Snyder 1902.  Opistognathus hopkinsi ingår i släktet Opistognathus och familjen Opistognathidae. Inga underarter finns listade i Catalogue of Life.